# Bellator 236
Bellator 238: Macfarlane vs. Jackson è stato un evento di arti marziali miste tenuto dalla Bellator MMA il 21 dicembre 2019 alla Neal S. Blaisdell Arena di Honolulu negli Stati Uniti.

## Risultati
|                                        | Divisione                |                          |           |                  | Metodo                                   | Round     | Tempo     | Premio    |
| Main Card                              | Main Card                | Main Card                | Main Card | Main Card        | Main Card                                | Main Card | Main Card | Main Card |
| -------------------------------------- | ------------------------ | ------------------------ | --------- | ---------------- | ---------------------------------------- | --------- | --------- | --------- |
| Sfida valida per il titolo di campione | Pesi mosca femminili     | Ilima-Lei Macfarlane (c) | batte     | Kate Jackson     | Decisione unanime (50-45, 50-44, 50-44)  | 5         | 5:00      |           |
|                                        | Pesi piuma               | A.J. McKee               | batte     | Derek Campos     | Sottomissione (armbar)                   | 3         | 1:08      | [ 1 ]     |
|                                        | Pesi welter              | Jason Jackson            | batte     | Kiichi Kunimoto  | Decisione unanime (30-27 30-27, 30-27)   | 3         | 5:00      |           |
|                                        | Pesi mosca femminili     | Juliana Velasquez        | batte     | Bruna Ellen      | Decisione unanime (30-27, 30-27, 30-26)  | 3         | 5:00      |           |
|                                        | Pesi gallo               | Raufeon Stots            | batte     | Cheyden Leialoha | Decisione unanime (29-28, 30-27, 29-28)  | 3         | 5:00      |           |
|                                        | Pesi leggeri             | Zachary Zane             | batte     | Nainoa Dung      | Decisione unanime (29-28, 29-28, 29-28)  | 3         | 5:00      |           |
| Card Preliminare                       |                          |                          |           |                  |                                          |           |           |           |
|                                        | Catchweight (142.8 lbs.) | Swayne Lunasco           | batte     | Kaylan Gorospe   | KO tecnico (pugni)                       | 3         | 3:29      |           |
|                                        | Pesi welter              | Benjamin Wilhelm         | batte     | Keali'i Kanekoa  | Sottomissione (rear-naked choke)         | 1         | 2:24      |           |
|                                        | Pesi leggeri             | Dustin Barca             | batte     | Brandon Pieper   | Sottomissione (rear-naked choke)         | 1         | 0:58      |           |
|                                        | Pesi piuma               | Kai Kamaka III           | batte     | Spencer Higa     | Decisione unanime (30-27 30-27, 30-27)   | 3         | 5:00      |           |
|                                        | Pesi leggeri             | Keoni Diggs              | batte     | Scotty Hao       | Sottomissione tecnica (rear-naked choke) | 2         | 2:23      |           |
| Card Postliminare                      |                          |                          |           |                  |                                          |           |           |           |
|                                        | Pesi mosca               | Chas Dunhour             | batte     | Nate Yoshimura   | KO (gomitate e pugni)                    | 2         | 2:46      |           |